# Dwars door Vlaanderen 2017
De 72e editie van de wielerwedstrijd Dwars door Vlaanderen werd gehouden op 22 maart 2017. De start was in Roeselare, de finish in Waregem. De wedstrijd maakte dit jaar deel uit van de UCI World Tour. In 2016 won de Belg Jens Debusschere.

## Hellingen
In 2017 moesten de volgende hellingen worden beklommen:

## Uitslag
| Dwars door Vlaanderen 2017 |                   |                    |          |
| Plaats                     | Naam              | Ploeg              | Tijd     |
| Winnaar                    | Yves Lampaert     | Quick-Step Floors  | 4u47'18" |
| 2                          | Philippe Gilbert  | Quick-Step Floors  | + 39"    |
| 3                          | Aleksej Loetsenko | Astana Pro Team    | z.t.     |
| 4                          | Luke Durbridge    | Orica-Scott        | z.t.     |
| 5                          | Dylan Groenewegen | Team LottoNL-Jumbo | + 1' 03" |
| 6                          | Oliver Naesen     | AG2R La Mondiale   | z.t.     |
| 7                          | Tiesj Benoot      | Lotto Soudal       | z.t.     |
| 8                          | Dylan van Baarle  | Cannondale-Drapac  | z.t.     |
| 9                          | Mitchell Docker   | Orica-Scott        | z.t.     |
| 10                         | Florian Sénéchal  | Cofidis            | z.t.     |

## Vrouwen
In 2017 werd voor de zesde keer een vrouwenwedstrijd gehouden, die vanaf dat jaar de UCI 1.1-status heeft. De vorige drie edities werden gewonnen door Amy Pieters.
| Dwars door Vlaanderen 2017 |                      |                     |          |
| Plaats                     | Naam                 | Ploeg               | Tijd     |
| Winnaar                    | Lotta Lepistö        | Cervélo-Bigla       | 2u55'40" |
| 2                          | Gracie Elvin         | Orica-Scott         | z.t.     |
| 3                          | Lisa Brennauer       | Canyon-SRAM         | z.t.     |
| 4                          | Lucinda Brand        | Team Sunweb         | z.t.     |
| 5                          | Thalita de Jong      | Lares-Waowdeals     | z.t.     |
| 6                          | Lotte Kopecky        | Lotto Soudal Ladies | z.t.     |
| 7                          | Romy Kasper          | Alé Cipollini       | z.t.     |
| 8                          | Janneke Ensing       | Alé Cipollini       | z.t.     |
| 9                          | Katarzyna Niewiadoma | WM3 Pro Cycling     | z.t.     |
| 10                         | Ann-Sophie Duyck     | Drops Cycling Team  | + 02"    |

1945 · 1946 · 1947 · 1948 · 1949 · 1950 · 1951 · 1952 · 1953 · 1954 · 1955 · 1956 · 1957 · 1958 · 1959 · 1960 · 1961 · 1962 · 1963 · 1964 · 1965 · 1966 · 1967 · 1968 · 1969 · 1970 · 1971 · 1972 · 1973 · 1974 · 1975 · 1976 · 1977 · 1978 · 1979 · 1980 · 1981 · 1982 · 1983 · 1984 · 1985 · 1986 · 1987 · 1988 · 1989 · 1990 · 1991 · 1992 · 1993 · 1994 · 1995 · 1996 · 1997 · 1998 · 1999 · 2000 · 2001 · 2002 · 2003 · 2004 · 2005 · 2006 · 2007 · 2008 · 2009 · 2010 · 2011 · 2012 · 2013 · 2014 · 2015 · 2016 · 2017 · 2018 · 2019 · 2020 · 2021 · 2022 · 2023 · 2024

Lijst van beklimmingen
 Tour Down Under ·
 Great Ocean Road Race ·
 Abu Dhabi Tour ·
 Omloop Het Nieuwsblad ·
 Strade Bianche ·
 Parijs-Nice · 
 Tirreno-Adriatico · 
 Milaan-San Remo ·
 Ronde van Catalonië ·
 Dwars door Vlaanderen ·
 E3 Harelbeke ·
 Gent-Wevelgem ·
 Ronde van Vlaanderen ·
 Ronde van Baskenland ·
 Parijs-Roubaix ·
 Amstel Gold Race ·
 Waalse Pijl ·
 Luik-Bastenaken-Luik ·
 Ronde van Romandië ·
 Rund um den Finanzplatz Eschborn-Frankfurt ·
 Ronde van Italië ·
 Ronde van Californië ·
 Critérium du Dauphiné ·
 Ronde van Zwitserland ·
 Ronde van Frankrijk ·
 Clásica San Sebastián ·
 Ronde van Polen ·
 RideLondon Classic ·
  BinckBank Tour ·
 Ronde van Spanje ·
 EuroEyes Cyclassics ·
 Bretagne Classic ·
 GP van Quebec ·
 GP van Montreal ·
 Ronde van Lombardije ·
 Ronde van Turkije ·
 Ronde van Guangxi